# Verband der Universitätsklinika Deutschlands
Der Verband der Universitätsklinika Deutschlands (VUD) vertritt die Interessen der Universitätsklinika in Deutschland.

## Geschichte und Organisation
Der Verband wurde 1997 gegründet. Seit Ende 2006 hat der Verband seinen Sitz in Berlin. Erster Vorsitzender ist der Vorstandsvorsitzende des Universitätsklinikums Schleswig-Holstein, Jens Scholz. Die Geschäfte werden vom Generalsekretär Jens Bussmann geführt.

### Mitglieder
Der Verband vertritt die Interessen aller 37 Universitätskliniken Deutschlands. Die Universitätskliniken werden jeweils durch ihre leitenden ärztlichen Direktoren und kaufmännischen Vorstände in der Mitgliederversammlung vertreten.
- Uniklinik RTWH Aachen
- Universitätsklinikum Augsburg
- Charité Universitätsmedizin Berlin
- Universitätsklinikum OWL der Universität Bielefeld
- Universitätsklinikum der Ruhr-Universität Bochum
- Universitätsklinikum Bonn
- Medizinische Universität Lausitz - Carl Thiem
- Universitätsklinikum Carl Gustav Carus Dresden an der Technischen Universität Dresden
- Universitätsklinikum Düsseldorf
- Universitätsklinikum Erlangen
- Universitätsklinikum Essen
- Universitätsklinikum Frankfurt
- Universitätsklinikum Freiburg
- Universitätsklinikum Gießen und Marburg – Standort Gießen
- Universitätsmedizin Göttingen
- Universitätsmedizin Greifswald
- Universitätsklinikum Halle (Saale)
- Universitätsklinikum Hamburg-Eppendorf
- Medizinische Hochschule Hannover
- Universitätsklinikum Heidelberg
- Universitätsklinikum des Saarlandes
- Universitätsklinikum Jena
- Universitätsklinikum Schleswig-Holstein - Campus Kiel
- Uniklinik Köln
- Universitätsklinikum Leipzig
- Universitätsklinikum Schleswig-Holstein - Campus Lübeck
- Universitätsklinikum Magdeburg
- Universitätsmedizin der Johannes Gutenberg-Universität Mainz
- Universitätsklinikum Mannheim
- Universitätsklinikum Gießen und Marburg – Standort Marburg
- Klinikum der LMU München
- TUM Klinikum rechts der Isar
- Universitätsklinikum Münster
- Klinikum Oldenburg
- Universitätsklinikum Regensburg
- Universitätsmedizin Rostock
- Universitätsklinikum Tübingen
- Universitätsklinikum Ulm
- Universitätsklinikum Würzburg

Assoziierte Mitglieder
- Zentralinstitut für Seelische Gesundheit
- Evangelisches Krankenhaus Oldenburg
- Karl Jaspers Klinik
- PIUS Hospital Oldenburg
- Helios Universitätsklinikum Wuppertal
- BG Kliniken
- Inselspital (Universitätsspital Bern)

Knapp zwei Millionen Menschen werden jährlich in Deutschlands Universitätskliniken versorgt. Rund 221.000 Beschäftigte kümmern sich hier um Patienten. Die Universitätskliniken stehen für Hochleistungsmedizin, Lehre und Forschung. Sie bieten die Verbindung von Forschung und Praxis in Diagnostik und Therapie. Sie sind für die Ausbildung von Medizinstudenten zuständig und übernehmen einen großen Teil der ärztlichen Weiterbildung.

### Struktur
Neben der Mitgliederversammlung und dem Vorstand, der paritätisch mit ärztlichen und kaufmännischen Vorständen der Universitätskliniken besetzt ist, sind vier ständige Ausschüsse eingerichtet, die jeweils von einem Vorstandsmitglied geleitet werden: Finanzausschuss, Personalausschuss, Qualitätsausschuss, Medizinausschuss. Neben den ständigen Ausschüssen werden anlassbezogen Arbeitsgruppen eingesetzt.

### Ziele
Der Verband vertritt die Interessen der Universitätsklinika und strebt bessere wirtschaftliche und rechtliche Rahmenbedingungen für seine Mitglieder an. Ziel ist es, auch in Zukunft Spitzenmedizin für die Patienten zu leisten und neue Untersuchungs- und Behandlungsmethoden in das Gesundheitssystem zu bringen. Zugleich soll die Spitzenposition der Deutschen Universitätsklinika im internationalen Wettbewerb der biomedizinischen Forschung und um die besten Wissenschaftler gesichert werden.

### Vernetzung
Mit dem Medizinischen Fakultätentag arbeitet der VUD an der engen Verzahnung von medizinischen Fakultäten und Universitätskliniken. Gemeinsam bilden die beiden Verbände die Deutsche Hochschulmedizin.